# Avitta pastea
Avitta pastea är en fjärilsart som beskrevs av George Francis Hampson 1902. Avitta pastea ingår i släktet Avitta och familjen nattflyn. Inga underarter finns listade i Catalogue of Life.